# Pseudionella
Pseudionella är ett släkte av kräftdjur. Pseudionella ingår i familjen Bopyridae.
Kladogram enligt Catalogue of Life:
| Pseudionella | \| \| Pseudionella akuaku \| \| \| \| \| \| Pseudionella attenuata \| \| \| \| \| \| Pseudionella deflexa \| \| \| \| \| \| Pseudionella markhami \| \| \| \| |
|              | \| \| Pseudionella akuaku \| \| \| \| \| \| Pseudionella attenuata \| \| \| \| \| \| Pseudionella deflexa \| \| \| \| \| \| Pseudionella markhami \| \| \| \| |
|              | Pseudionella akuaku |
|              | |
|              | Pseudionella attenuata |
|              | |
|              | Pseudionella deflexa |
|              | |
|              | Pseudionella markhami |
|              | |